# Micaela Cocks
Micaela Cocks, née le 2 mai 1986 à North Shore City (Nouvelle-Zélande) est une joueuse néo-zélandaise de basket-ball.

## Biographie
Avec son équipe nationale, elle remporte l'argent aux Jeux du Commonwealth en 2006 et participe avec les Tall Ferns aux Jeux olympiques d'été de 2008. 
Formée à l'Université d'Oregon, elle commence sa carrière professionnelle au COB Calais, mais est remerciée après quelques rencontres.
Au printemps 2015, elle signe pour une troisième année à Townsville après une saison 2013-2014 où elle finit troisième réalisatrice du Fire derrière Suzy Batkovic et Stephanie Cumming avec 10,5 points.

## Clubs
| Saisons   | Équipe              | Pays       |
| 2006-2010 | Université d'Oregon | États-Unis |
| 2010-2010 | COB Calais          | France     |
| 2011-     | Townsville Fire     | Australie  |

## Palmarès
- Jeux du Commonwealth 2006
- Jeux olympiques de 2008
- Championnat d'Océanie de basket-ball féminin
  -  Championnat d'Océanie de basket-ball féminin 2013[6]